# Mycalesis duponchelii
Mycalesis duponchelii är en fjärilsart som beskrevs av Guérin 1829-1832. Mycalesis duponchelii ingår i släktet Mycalesis och familjen praktfjärilar. Inga underarter finns listade i Catalogue of Life.